# Église Saint-Pierre de Cazaux
L'église Saint-Pierre de Cazaux est située au lieu-dit Cazaux (ou Cazeaux), sur le territoire de la commune de Laplume, en Lot-et-Garonne. C'est une ancienne église romane construite au XIIe siècle, dont il reste les murs ; ces vestiges sont classés monument historique.

## Historique
L'église Saint-Pierre de Cazaux a été l'église paroissiale de Laplume jusqu'en 1789. Cazaux s'écrivait en latin casalibus, c'est-à-dire des jardins. Cette distance entre l'église paroissiale et le bourg de Laplume est peut-être due au déplacement du bourg et à la nécessité de chercher un refuge sur un lieu plus élevé à la suite des invasions
L'église Saint-Pierre de Cazaux, à Laplume, existe dès l'an 980. Saint-Pierre-de-Cazaux est cité sur le cartulaire bénédictin de l'an 1 000 comme prieuré. Quand un vicomte de Brulhois a décidé de construire l'église Saint-Pierre-de-Cazaux, il a pris soin de faire graver au-dessus du portail la double croix du roi Sanche de Navarre, croix ordinaire et croix de saint André, rappelant qu'il était un descendant de ce roi. Il a fait graver entre les huit branches de cette double croix Paxvobis  signifiant « que la paix soit avec vous ».
En 1030, l'église Saint-Pierre de Cazaux appartient au comte Hunald de Gascogne qui décide de devenir moine à l'abbaye de Moissac où il est devenu abbé (1072-1085). 
Dans une charte datée du 16 décembre 1064, on trouve le texte de la donation de ses biens, dont Saint-Pierre de Cazaux, au prieuré clunisien de Layrac.
L'édifice date du XIIe siècle, en architecture romane. L'église est partiellement détruite aux XIIIe et XIVe siècles pendant les guerres qui troublent la région. L'église est presque entièrement reconstruite au XVe siècle. Elle est ensuite détruite en grande partie. Il en subsiste les murs, des colonnes et colonnettes surmontées de chapiteaux romans, une archivolte à billettes, le chœur à cinq pans.
L'église est définitivement abandonnée en 1888 à la suite de l'effondrement de sa charpente.
Il est inscrit aux Monuments historiques depuis 1925.

## Galerie d'images

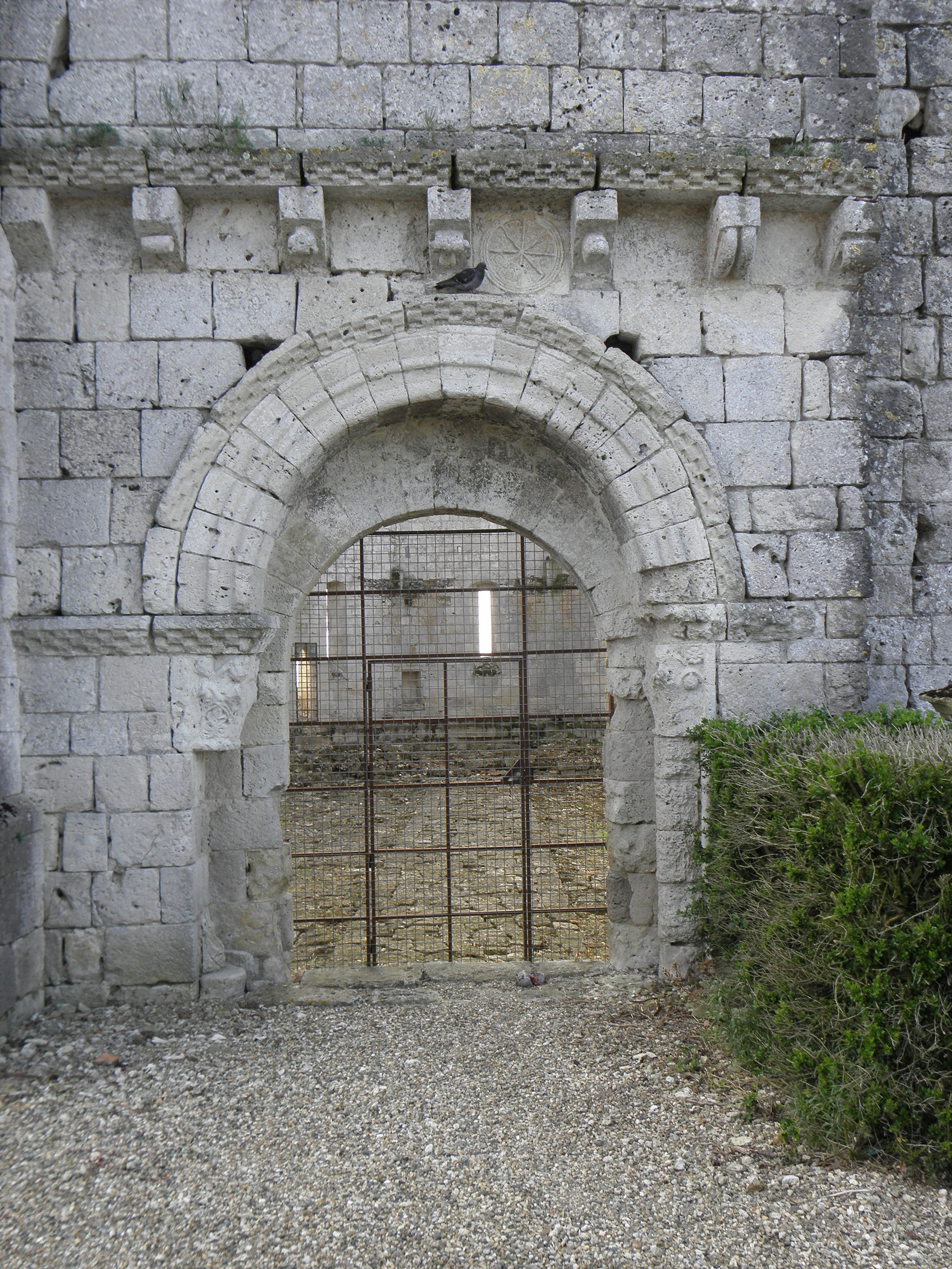
Le portail.
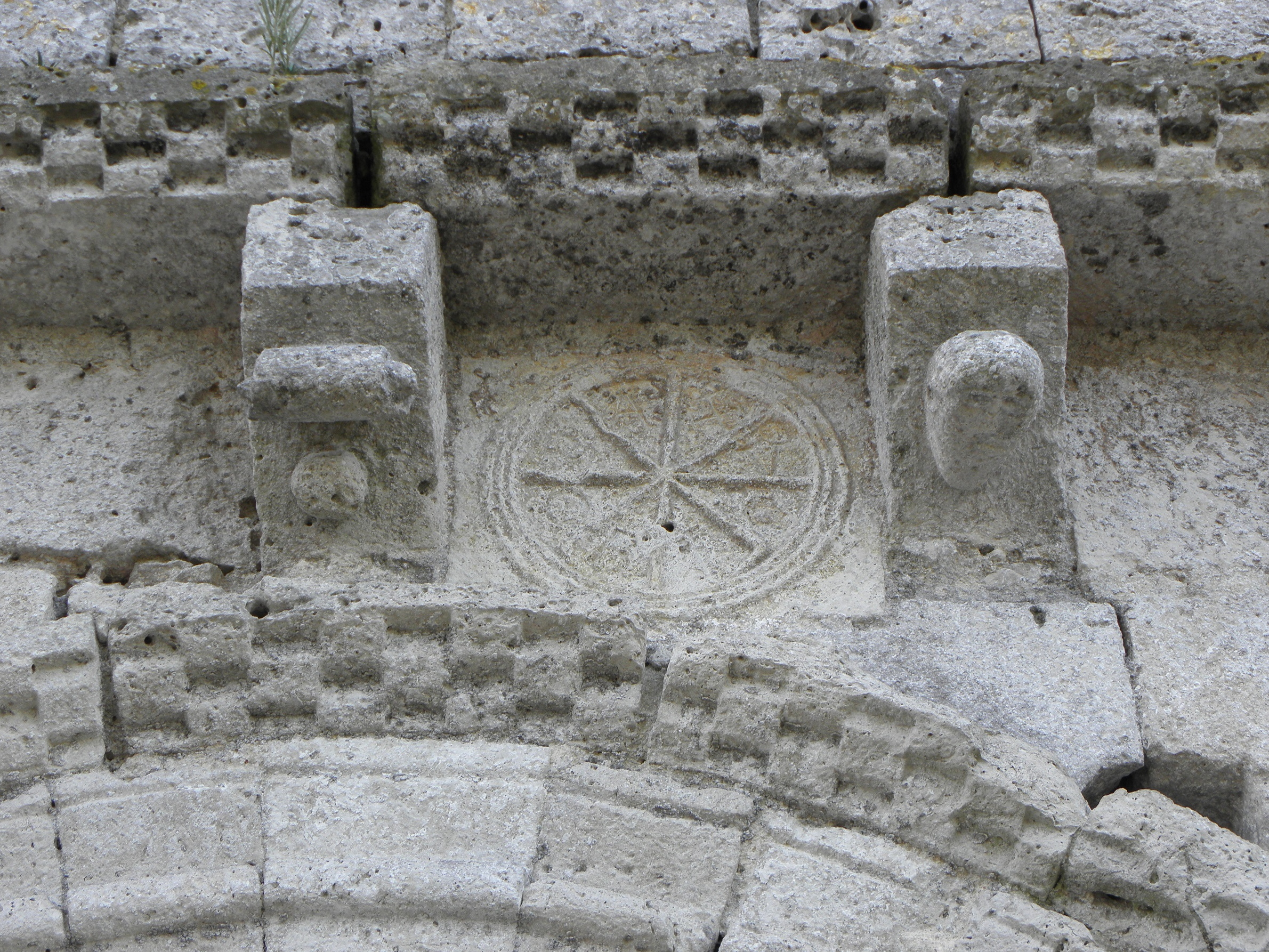
Les modillons et la double  croix des rois de Navarre
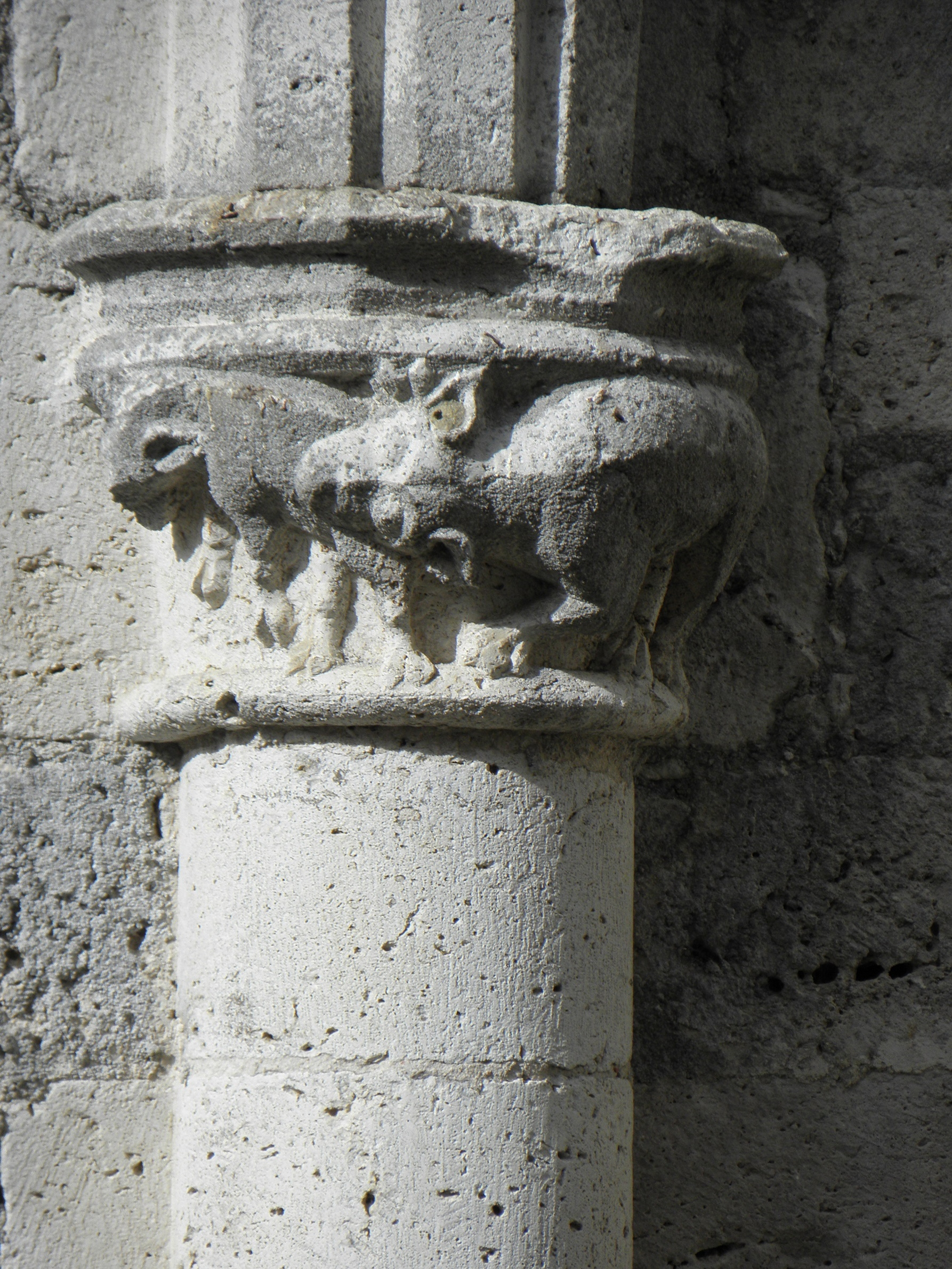
Détail d'une colonne avec son chapiteau orné.
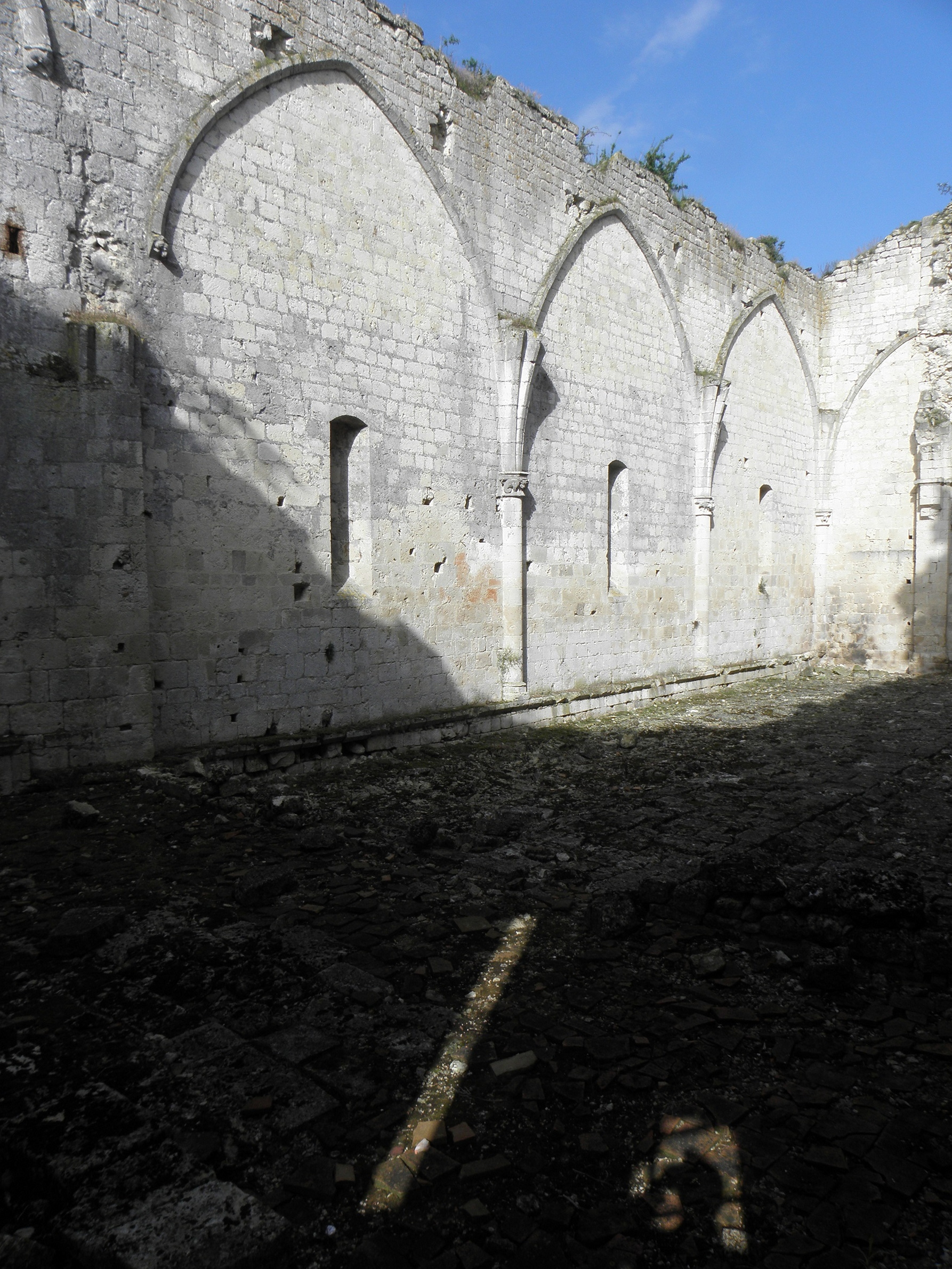
L'intérieur.